# Ciencia y tecnología en Chile
La ciencia y tecnología en Chile es un conjunto de acciones llevadas a cabo por el sector público y privado orientadas a la investigación, desarrollo e innovación. Es dirigida por el Ministerio de Ciencia, Tecnología, Conocimiento e Innovación y está basada en las instituciones de educación superior, ubicadas en las grandes ciudades.
De acuerdo al número de publicaciones científicas, Chile ocupó el cuarto puesto en América Latina y el trigésimo octavo lugar en el mundo en 2011. En 2014 el país tuvo la tasa más alta de patentes científicas en América del Sur: 13,52 por cada millón de habitantes.
Chile mantiene doce estaciones de investigación científica —cuatro bases permanentes, operativas durante todo el año, y ocho bases temporales, operativas en verano— y siete refugios en la Antártica, mientras que, en el desierto de Atacama, existe más de una docena de observatorios —como Paranal (VLT), el complejo astronómico más avanzado y poderoso del planeta, ALMA, el mayor proyecto astronómico del mundo, y La Silla, entre otros—. Chile posee el 40 % de la observación astronómica del mundo; sin embargo, en la década de 2020, el sector desarrollará otros proyectos —como el GMT, el LSST, el ELT y la ampliación de ALMA— que harán que el norte del país concentre cerca del 70 %.

## Historia

### Formación de la república (1818-1900)
Los orígenes de la física en Chile se remontan a las cátedras de física experimental impartidas por Juan Martínez de Rosas entre 1781 y 1783 en el Colegio San Carlos, también denominado Colegio Carolino.
Posteriormente, con la inauguración del Instituto Nacional el 10 de agosto de 1813, comenzaron a impartirse clases, dieciocho cátedras de las que una correspondía a física experimental. Ésta era dictada por el presbítero José Alejo Bezanilla y se enseñaba dentro del curso de Ciencias Naturales. Luego del desastre de Rancagua, el jefe militar realista Mariano Osorio asumió el mando del país con el título de gobernador, tras lo cual se abolieron todas las iniciativas republicanas decretadas por José Miguel Carrera y Bernardo O'Higgins, y se restauraron las instituciones de gobierno, administrativas y judiciales de la Colonia. Entre estas iniciativas se contaba el Instituto Nacional.
De acuerdo a Flavio y Claudio Gutiérrez, uno de los primeros científicos en hablar sobre el desarrollo de la ciencia en Chile fue el jesuita Juan Ignacio Molina, uno de los precursores de la teoría de la evolución de Charles Darwin.

Los chilenos harían progresos notables en las ciencias útiles, como los han hecho en las metafísicas que se les enseñaba, si tuvieran los estímulos y medios que se hallan en Europa. Pero los libros instructivos y los instrumentos científicos se encuentran allí rara vez o se venden a precios exorbitantes.
Juan Ignacio Molina.

El 19 de noviembre de 1842 se funda la Universidad de Chile, la más antigua del país. Las cinco facultades originales fueron las de Humanidades y Filosofía, Ciencias Físicas y Matemáticas, Leyes y Ciencias Políticas, Medicina y Teología (que desaparecería en 1927). Hacia finales de siglo la universidad comienza a destacarse por sus investigaciones y adelantos: los académicos de la Facultad de Ciencias Físicas y Matemáticas Luis Zegers y Arturo Salazar obtuvieron en 1895 la segunda radiografía hecha en el continente y la séptima en el mundo, se reconoce el trabajo de Diego Barros Arana y José Toribio Medina en historiografía, de Luis Risopatrón en geografía por la confección de la Carta General de Chile, y los aportes de los profesores Miguel Cruchaga Montt y Zorobabel Rodríguez en economía.

#### Astronomía
La primera actividad astronómica científica en Chile de la cual se tiene antecedentes ocurrió en 1849 con la llegada de James Melville Gillis a Santiago. Provisto de presupuesto para instalar un pequeño observatorio en el Cerro Santa Lucía, situó sobre una casa de madera los instrumentos y materiales de trabajos necesarios para realizar observaciones astronómicas, estableciendo así el primer centro astronómico de Sudamérica. Andrés Bello, rector de la Universidad de Chile, se interesó en la labor de este grupo de científicos y consiguió que algunos estudiantes de la universidad trabajaran en el proyecto. A su vez, y producto de un decreto dictado por el presidente Bulnes, se incorporaron al equipo tres profesores del Instituto Nacional: José Ignacio Valdivia, Francisco Fierro Talavera y Gabriel Izquierdo.
La misión terminó a principios de 1852, y uno de sus principales resultados fue la elaboración de un catálogo de estrellas situadas entre el polo sur y los 30 grados de latitud austral. Ignacio Domeyko, interesado por las investigaciones astronómicas que Gillis y su equipo realizaban en Chile, propuso en 1850 la compra del observatorio del Cerro Santa Lucía. Dos años más tarde, en 1852, y por medio de un Decreto del Presidente Manuel Montt, el Estado chileno adquirió el observatorio, inaugurado como el observatorio Observatorio Astronómico Nacional (OAN). Su primer director fue Carlos Guillermo Moesta, quien lo trasladó dos años después a la Quinta Normal de Agricultura.

### sigloXX
Durante el gobierno de Gabriel González Videla (1946-1952) se crea la refinería de petróleo de Concón, la Fundición Nacional de Paipote, la Industria Azucarera Nacional (Iansa), la Siderúrgica Huachipato (CAP) y la Empresa Nacional del Petróleo (ENAP). Además, para fortalecer la dotación de técnicos, crea la Universidad Técnica del Estado (UTE), a partir de la fusión de las principales politécnicas del país: la Escuela de Artes y Oficios en Santiago, la Escuela de Minas de Copiapó, la Escuela de Minas de Antofagasta, la Escuela de Minas de La Serena, la Escuela Industrial de Concepción, la Escuela Industrial de Valdivia y la Escuela de Ingenieros Industriales.
Durante el gobierno de Jorge Alessandri se produce la creación de diversos entes dedicados a la investigación científica. En 1964 se crea el Instituto de Investigaciones Agropecuarias (INIA), dedicado a la investigación y desarrollo agropecuario; el Instituto de Fomento Pesquero, orientado a la investigación en el área de las ciencias marinas; y el Instituto Antártico Chileno (INACH) dedicado a coordinar y administrar las actividades en el Territorio Chileno Antártico.  También se funda la Academia Chilena de Ciencias, en base al trabajo del Ministro de Educación Alejandro Carretón Silva. La academia tiene como fin fomentar la discusión científica y divulgar sus saberes.
Posteriormente asume el gobierno Eduardo Frei Montalva (1964-1970), quien dicta un decreto en 1966 creando el CONICYT. Su objetivo era reemplazar las funciones que hasta entonces tenía el Consejo de Rectores de las Universidades Chilenas y asesorar al presidente en la formulación y desarrollo de una política integral de fomento de las investigaciones en el campo de las ciencias puras y aplicadas. En 1968 se convierte en una corporación autónoma con personería jurídica. Desde 1981 entrega fondos concursables: FONDECYT,  FONDEF y FONDAP, entre otros.
En 1971, se nacionalizan los yacimientos de cobre bajo la presidencia de Salvador Allende. Esto se mantiene bajo la dictadura militar de Pinochet y se crea, en 1976, la Corporación Nacional del Cobre de Chile (Codelco), que asume la administración de los yacimientos nacionalizados. 
Para descentralizar la educación universitaria, en 1981 se les otorgó la independencia a las sedes de la Universidad de Chile, fusionándolas en algunos casos con las de la Universidad Técnica del Estado (UTE) y creando las llamadas universidades regionales. De esta manera surgieron la Universidad de Tarapacá, la Universidad Arturo Prat, la Universidad de Antofagasta, la Universidad de La Serena, la Universidad de Valparaíso, la Universidad de Talca, la  Universidad del Bío-Bío, la Universidad de la Frontera, la Universidad de Los Lagos, la Universidad de Playa Ancha de Ciencias de la Educación, la Universidad Tecnológica Metropolitana y la Universidad Metropolitana de Ciencias de la Educación.

#### Biología y medicina
El Instituto de Investigaciones Agropecuarias (INIA) es responsable de más de 260 variedades de cultivos, hortalizas, frutales y forrajeras. Esta institución ha contribuido sustancialmente a la generación de paquetes tecnológicos que han permitido el desarrollo de estos rubros, como la ganadería bovina y ovina nacional.
En biotecnología médica destaca el bioquímico Pablo Valenzuela, quien participó en la creación de la vacuna contra el virus de la hepatitis B, el descubrimiento del virus de la hepatitis C y el desarrollo de un proceso para producir insulina humana a partir de levaduras; además, bajo su dirección, científicos clonaron y secuenciaron el virus del sida.

#### Astronomía
A partir del año 1927, el  Observatorio Astronómico Nacional pasó a formar parte de la Universidad de Chile, hito que marcó el inicio de la profesionalización y academización de la astronomía en Chile.
A fines del siglo XIX, el astrónomo estadounidense William W. Campbell decidió instalar en Chile un observatorio con el fin de obtener las velocidades radiales de las estrellas brillantes. El lugar elegido para dicha investigación fue el Cerro San Cristóbal, donde se instaló en octubre de 1903 la cúpula, el telescopio, los espectrógrafos y las oficinas del centro de investigación. Dado el éxito de la misión, que logró catalogar la velocidad de aproximadamente de 10.000 espectros de estrellas australes, se extendió el plazo de trabajo de 3 a 24 años, finalizando la misión en 1927. Un año después de terminados los trabajos de William W. Campbel, don Manuel Foster Recabarren compró las instalaciones y las donó a la Pontificia Universidad Católica de Chile, institución que mantiene el Observatorio Astronómico Manuel Foster a su cargo hasta el día de hoy. El año 2010, debido a su gran valor histórico, este observatorio fue nombrado Monumento Histórico Nacional.
A partir del año 1950, en gran medida gracias a la gestión del astrónomo y del entonces director del OAN, Federico Rutllant, comenzó un periodo de desarrollo sostenido para la astronomía en Chile. Este cambio se debió en parte a la divulgación a nivel mundial de las cualidades geográficas y climáticas de Chile, que situaron a Chile como un lugar ideal para instalar grandes observatorios. En este contexto importantes centros de investigación internacional establecieron observatorios en Chile. Entre estos destacaron el Observatorio Interamericano de Cerro Tololo, y el Observatorio La Silla, ambos inaugurados en 1969. Además dos de las instituciones astronómicas más importante del mundo, la Organización Europea para la Investigación Astronómica (ESO)-, y la Asociación de Universidades para la Investigación en Astronomía de Estados Unidos (AURA), instalaron sus observatorios en Chile.
Por su parte, el desarrollo académico de la astronomía en Chile se inició formalmente en 1965 con la creación del Departamento de Astronomía de la Universidad de Chile, dependiente de la Facultad de Ciencias Físicas y Matemáticas. Posteriormente durante la década del 90 se sumaron a esta iniciativa la Universidad de Concepción y la Pontificia Universidad Católica de Chile.
A su vez la astronomía ha concentrado importantes Premios Nacionales de Ciencias, en donde distinguidos científicos se han destacado por el desarrollo de importantes estudios, por su actividad docente, y por la creación de importantes centros de estudios.
Durante las últimas décadas se han instalado en el país importantes observatorios y centros de investigación astronómica. Por ejemplo, en 1999 se estableció en la II Región, el telescopio óptico VLT de Paranal. De 8,2 metros de diámetro, se convirtió en el telescopio más grande del hemisferio sur.

#### Física
En física se destaca Francisco Duarte, quien ha hecho importantes contribuciones en el área de osciladores integrados por sistemas prismáticos y es autor de la teoría de dispersión generalizada en sistemas de prismas múltiples. Sus trabajos han sido aplicados en compresión de pulsos láser, espectroscopia, geodésica, láseres semiconductores sintonizables, lentes gravitacionales, medicina láser, microscopía láser, óptica no lineal, y separación de isótopos por láser.

#### Actividad aeroespecial
El 31 de agosto de 1995 se lanzó el satélite «FASat-Alfa», construido por un convenio entre la Fuerza Aérea de Chile y la empresa británica Surrey Satellite Technology Ltd (SSTL). El satélite nunca logró funcionar debido a que no pudo desacoplarse del satélite ucraniano.
El «FASat-Bravo» fue el segundo satélite artificial chileno, y el primero en orbitar la Tierra de manera independiente. Estuvo activo hasta el fallo de su batería en junio de 2001.

#### Minería
La minería chilena ha generado innovación tecnológica y aportes al sector a nivel mundial. La cuprífera estatal Codelco ha patentado procesos metalúrgicos y químicos, como el «Convertidor modificado Teniente (CMT)», que permite obtener cobre con un menor gasto de petróleo, y el piloto de minería robotizada de la mina Gaby, que usa maquinaria manejada en forma automática mediante softwares de control de flotas y geolocalización. Asimismo, la alta sismicidad de Chile ha fomentado el desarrollo y la aplicación de tecnología antisísmica en las obras de mayor envergadura, como la amortiguación entre pisos de rascacielos usando muelles de absorción de energía y vigas en «X».
Codelco creó en 1998 el IM2, una filial dedicada al desarrollo de innovación con base tecnológica en minería y metalurgia. Se focalizaba en los programas tecnológicos de minería subterránea, procesamiento de minerales, minería a cielo abierto y procesos a altas temperaturas. 

#### Telecomunicaciones
Chile ha sido pionero regional en el uso de telecomunicaciones móviles desde los años 1990. Fue el primer país de América en ofrecer servicios GSM en 1997, la primera red 3.5G UMTS/HSDPA de Latinoamérica en 2006, y el primer servicio HSPA+, el más rápido de la región, en 2010. En 2012 operadores locales realizaron pruebas piloto de servicios de generación 4G.

### sigloXXI
En 2005 fue creado el Consejo Nacional de Innovación para el Desarrollo (CNID), un organismo público-privado que asesora al presidente en la formulación de políticas que fortalezcan la innovación, la competitividad y el desarrollo. Fue construido Eolian en 2007, el primer vehículo solar de Chile, y Sôki en 2015, el primero eléctrico de batería.
En julio de 2018 se crea el Ministerio de Ciencia, Tecnología, Conocimiento e Innovación de Chile, que reemplazará al CONICYT en sus tareas de coordinar y promover el desarrollo científico-tecnológico. Por otro lado, las tareas de financiamiento de la actividad científica que realizaba CONICYT serán absorbidas por la flamante Agencia Nacional de Investigación y Desarrollo de Chile.

#### Actividad aeroespacial
En 2011 se lanza el  Sistema Satelital de Observación Terrestre (SSOT o FASat-Charlie). El mismo fue encargado al fabricante espacial europeo EADS Astrium y para su puesta en órbita se utilizó un cohete Soyuz, que fue lanzado desde el Puerto espacial de Kourou, Guayana Francesa, utilizado actualmente por la Agencia Espacial Europea.4  El objetivo del SSOT es contar con un sistema satelital orientado a la observación del territorio, que sea de proyección global y basado en la cooperación internacional.

#### Minería
En 2002, Codelco y la empresa japonesa JX Nippon Mining & Metals crearon BioSigma S.A., una empresa que desarrolla soluciones biotecnológicas integrales para la industria minera a través de procesos sustentables. La empresa cuenta con más de 90 patentes de invención concedidas en 14 países.
En 2006 Codelco se asoció a la japonesa NTT para crear Micomo con el objetivo de diseñar y proveer productos TICs.
En junio del año 2016, Codelco anunció la creación de «Codelco Tecnologías» (CodelcoTech), con la misión de consolidar los esfuerzos en innovación tecnológica, bajo un modelo de «innovación abierta». Su puesta en marcha ha sido el resultado de la fusión de las grandes filiales con foco tecnológico de la Corporación, como el IM2 y Biosigma.

## Institucionalidad científica

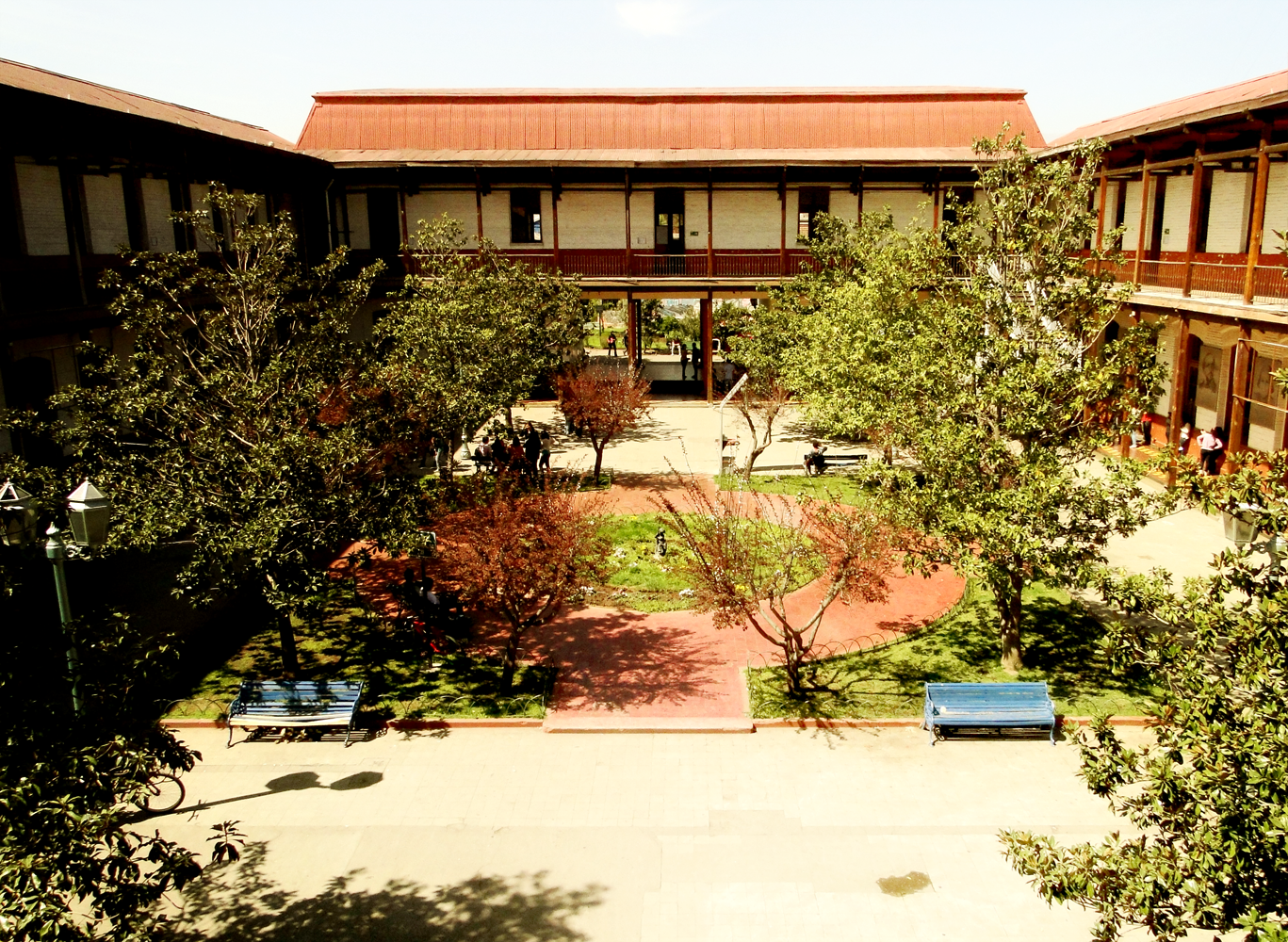
Edificio de la Escuela de Artes y Oficios, actual Universidad de Santiago de Chile.

Las primeras entidades que se han encargado de formar científicos y generar investigación a nivel nacional han sido las universidades; esto incluye a la Universidad de San Felipe, la Universidad de Chile o la Escuela de Artes y Oficios, las cuales surgieron a inicios del siglo XVIII-siglo XIX. Además han influido las sociedades científicas, como la Sociedad Médica de Santiago fundada en 1869. Si bien el estado se ha encargado de mantener estos centros universitarios, todos se hallaban bajo el alero del Ministerio de Educación de Chile.
Por otra parte, la investigación científica se vio como un método para comenzar a transformar la economía nacional desde una extractivista hacia una de industrial y procesamiento de materiales, definiéndose esta arista de la ciencia y tecnología dentro de las materias de interés del Ministerio de Economía de Chile. Esto se vio reflejado en la creación de la Corporación de Fomento de la Producción en 1939, el Instituto Nacional de Investigaciones Tecnológicas y Normalización en 1944, el Servicio de Cooperación Técnica en 1952 o la Comisión Fulbright de 1955. Siguiendo esta línea, entre 1962 a 1964 se crea el Servicio Aerofotogramétrico, el Instituto Tecnológico de Chile, el Instituto Antártico Chileno, la Comisión Nacional de Energía Nuclear, el Centro de Información de Recursos Naturales, el Instituto de Fomento Pesquero y el Instituto de Investigaciones Agropecuarias.
A inicios de la década de 1970, el presidente Eduardo Frei Montalva promulga la ley que crea la Comisión Nacional de Investigación Científica y Tecnológica en 1966, la cual tuvo como función asesorar al presidente de la república en la creación de una política pública dedicada específicamente a integrar al estado chileno el fomento de las investigaciones en el campo de las ciencias puras y aplicadas. Después de una serie de modificaciones que fueron realizadas en octubre de 1973, se crearon dos fondos concursables destinados a financiar investigaciones nacionales, el Fondo Nacional de Desarrollo Científico y Tecnológico, creado en 1981, y el Fondo de Fomento al Desarrollo Científico y Tecnológico, creado en 1992. La comisión estuvo a cargo del Ministerio de Educación de Chile.
La Iniciativa Científica Milenio, originalmente del Ministerio de Planificación y Cooperación en enero de 1999 y desde el 1 de enero de 2011 a cargo del Ministerio de Economía, Fomento y Turismo de Chile, nace para fomentar el desarrollo de la investigación científica y tecnológica en el país, con el fin de potenciar la economía nacional a largo plazo.

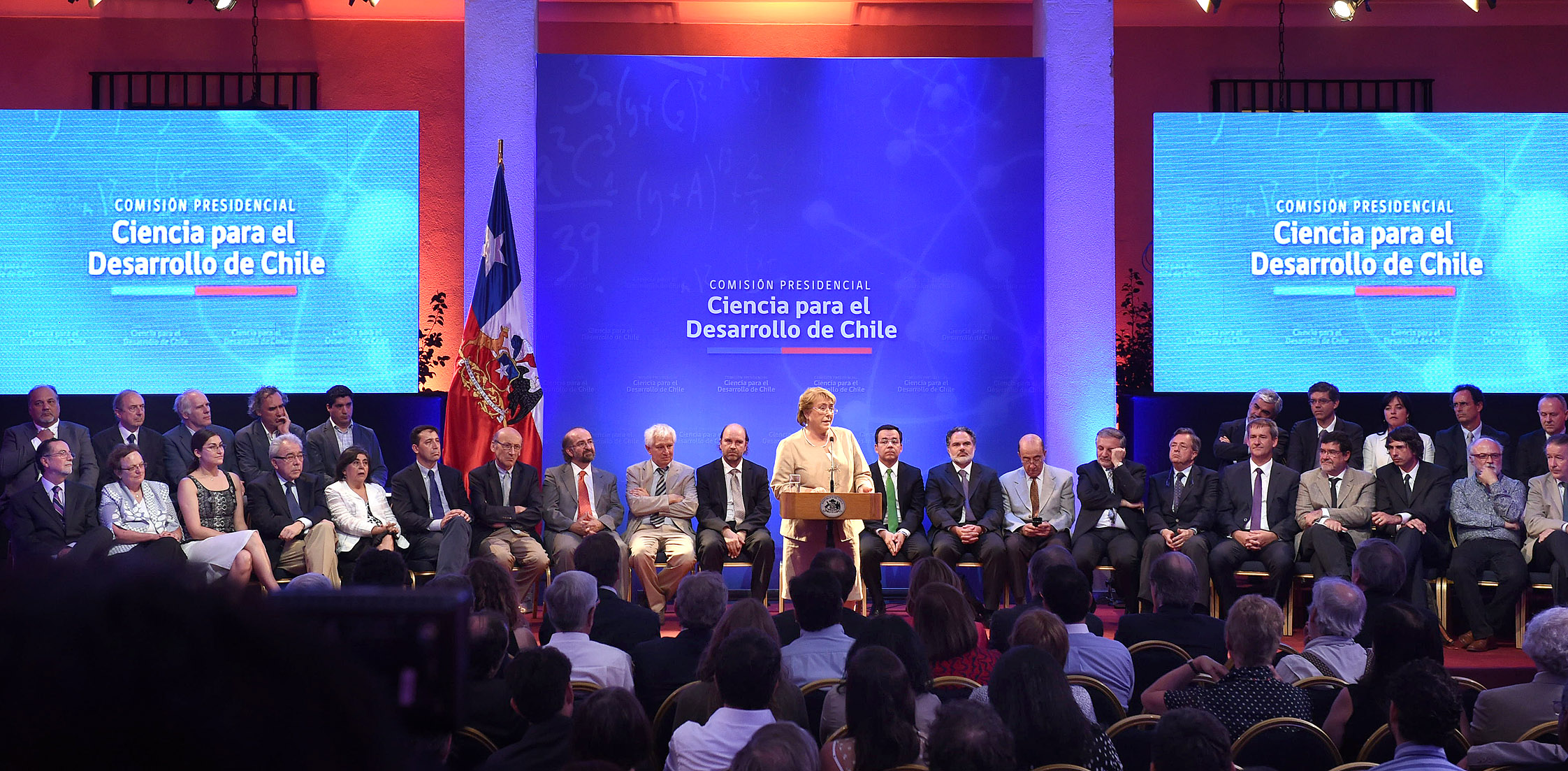
La presidenta Michelle Bachelet presenta la Comisión Presidencial «Ciencia para el desarrollo de Chile» (2015).

Ya para 2017 Chile se encontraba dentro de los primeros países de la región en calidad de capital humano científico y en producción de publicaciones científicas. Sin embargo, análisis señalan que Chile carecía de una institucionalidad científica que aunase las políticas públicas y que fuese capaz de concentrar y dirigir los esfuerzos y financiamiento, además de no vincular los resultados de las investigaciones con la toma de decisiones políticas nacionales.
En función al estado de Chile, se creó el Ministerio de Ciencia, Tecnología, Conocimiento e Innovación de Chile, promulgado el 27 de julio de 2018 y publicada en el Diario Oficial el 13 de agosto del mismo año. Este organismo del estado de Chile es el encargado de estructurar, impulsar, coordinar y promover las actividades de ciencia, humanidades y desarrollo tecnológico en todas sus etapas, a fin de contribuir al desarrollo sustentable y al bienestar social del país. Entró como reemplazo de la Comisión Nacional de Investigación Científica y Tecnológica, que estaba a cargo del Ministerio de Educación.

## Organismos públicos de investigación

### Centro de investigaciones  de universidades nacionales
Los centros científicos son agrupaciones definidas de investigadores científicos y académicos que definen un objetivo común para investigar, desarrollando mecanismos de trabajo en conjunto. Además, estos centros de investigación poseen financiamiento estatal.
La Pontificia Universidad Católica de Chile y Universidad de Chile son las casas de estudio superior que poseen más centros de investigación.
- Instituto Milenio de Astrofísica
- Centro de Excelencia en Astrofísica y Tecnologías Afines
- Instituto de Neurociencia Biomédica
- Centro de Estudios Avanzados de Enfermedades Crónicas
- Centro de Geociencia para la Salud del Cerebro y el Metabolismo
- Centro Avanzado de Tecnología para la Minería
- Instituto de Sistemas Complejos de Ingeniería
- Centro de Modelamiento Matemático
- Centro para el Desarrollo de la Nanociencia y la Nanotecnología
- Centro de Biotecnología y Bioingeniería
- Centro de Regulación del Genoma
- Instituto de Ecología y Biodiversidad
- Centro de Ciencia del Clima y la Resiliencia
- Centro de Estudios Avanzados de Enfermedades Crónicas
- Centro de Envejecimiento y Regeneración
- Centro de ecología aplicada y sustentabilidad
- Centro de investigación para la gestión integrada de riesgo de desastres
- Instituto de Ecología y Biodiversidad

### Iniciativa Científica Milenio

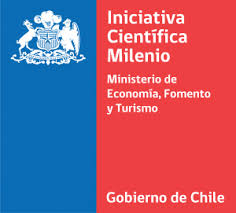
Logotipo de la Iniciativa Milenio.

- Instituto Milenio Centro Interdisciplinario de Neurociencia de Valparaíso
- Instituto Milenio de Astrofísica
- Instituto Milenio en Inmunología en Inmunoterapia
- Instituto Milenio de Neurociencia Biomédica
- Instituto Milenio de Oceanografía
- Instituto Milenio de Biología Integrativa
- Instituto Milenio de Investigación en Óptica
- Instituto Milenio Fundamentos de los Datos

### Centros de investigación
- Centro de Estudios Científicos

### Museos
- Museo de Ciencia y Tecnología
- Museo de Historia Natural de Concepción
- Museo de Historia Natural de Valparaíso
- Museo Interactivo Mirador
- Museo Nacional de Historia Natural

### Otros entes
- CONICYT, organismo público dedicado al fomento de la actividad científica
- Iniciativa Científica Milenio, entidad que fomenta los desarrollos científico-tecnológicos de frontera
- Agencia Chilena del Espacio
- Consejo Nacional de Innovación para el Desarrollo

## Premios Nacionales
- Premio Nacional de Ciencias
- Premio Nacional de Ciencias Exactas de Chile
- Premio Nacional de Ciencias Naturales de Chile
- Premio Nacional de Ciencias Aplicadas y Tecnológicas de Chile

## Actividades
- Congreso Futuro
- Feria Científica Nacional Juvenil

## Aportes
Se encuentran enlistados las áreas de investigación e invenciones de relevancia dentro de la comunidad internacional y que fueron desarrollado gracias a científicos chilenos.

### Ciencia
- Autopoiesis
- Vacuna contra la hepatitis B

### Tecnología
- Agua mineral atmosférica[68]
- Amortiguador magnetorreológico[69]
- Anticonceptivo subdérmico
- Atrapanieblas[70]
- Bolsa hidrosoluble[71]
- Cápsulas Fénix
- Guantes antiaccidentes[72]
- Laguna cristalina[73]
- Mano biomecánica 3D[74]
- Saco de dormir antropomorfo[75]
- Solmáforo
- Tela de cobre[76]